# Death Before the Wedding
Death Before the Wedding (Zgon przed weselem) è un film del 2025 diretto da Tomasz Konecki e Iwona Ogonowska-Konecka.

## Trama
Quando la loro figlia Maja torna a casa con il suo fidanzato dovrà affrontare i suoi genitori tradizionalisti lottando contro i pregiudizi. Il tutto mentre il caseificio di loro proprietà è sull'orlo del fallimento.

## Distribuzione
Il film è stato distribuito sulla piattaforma Netflix il 12 febbraio 2025.